# Dem guten Geber wird siebenfach vergolten
Dem guten Geber wird siebenfach vergolten (Gott er að gera vel, og hitta sjálfan sig fyrir) ist ein isländischer Schwank (AaTh 1735).

## Handlung
Ein Priester predigte einst, dass Freigebigkeit das Beste sei, da dem guten Geber siebenfach vergolten würde. Ein armer Bauernbursche hörte dies und schenkte ihm die einzige Kuh aus dem Besitz von ihm und seiner protestierenden Mutter, was den Priester sehr erfreute. Später verliefen sich die sieben Kühe des Priesters in den Stall des Burschen, der sodann mit Freuden verkündete, die Predigt hätte sich bewahrheitet. Des Priesters Knechte, einer nach dem anderen, sowie auch dieser selbst bemühten sich daraufhin umsonst zum Burschen, um die Kühe wiederzuerlangen, da dieser stets auf die Predigt des Priesters verwies und auf seinem Glück beharrte. Da schlug der Priester dem Burschen vor, dass derjenige die Kühe behalten solle, der dem anderen am nächsten Morgen als erstes einen guten Tag wünscht, worauf der Bursche einging.
Schon in der Nacht schlich der Bursche zum Gehöft des Priesters, wo er sich unter dessen Schlafzimmerfenster auf die Lauer legte und des Morgens den Priester seiner Haushälterin zurufen hörte, ob es denn schon Zeit für den Ritt nach Jerusalem sei. Einige Zeit danach verließ der Priester das Haus, woraufhin der Bursche ihm einen guten Tag wünschte. Auf die Bemerkung hin „Bist du schon früh hierhingekommen?“ erwiderte der Bursche nur: „Ja, gerade als Ihr nach Jerusalem rittet“, woraufhin der Priester auf seine Kühe verzichtet, unter der Bedingung, dass der Bursche Schweigen bewahrt.

## Versionen und Hintergrund
Das Märchen ist sowohl in dem Werk Die neuisländischen Volksmärchen. Ein Beitrag zur vergleichenden Märchenforschung (Halle 1902) von Adeline Rittershaus als auch in Jón Árnasons Íslenzkar Pyóðsögur og Ævintýri (1–2. Leipzig 1862 / 1864) zu finden. Der Ritt nach Jerusalem spielt in diesem Märchen auf das Verhältnis zwischen dem Priester und seiner Haushälterin an.